# زهره هادیانی
زهره هادیانی جغرافی‌دان ایرانی و استادیار دانشگاه سیستان و بلوچستان است. 
او دانش‌آموختهٔ دورهٔ دکتری از دانشگاه شهید بهشتی است. 
هادیانی برای نگارش اثری تحت‌عنوان تعامل فضا، فرهنگ و قدرت در سازمان‌یابی فضای شهر زاهدان (زیر نظر مصطفی مؤمنی) برگزیدهٔ اولِ اولین دورهٔ جشنوارهٔ بین‌المللی فارابی شد.